# DJ Anas
DJ Anas, pseudonimo di Anas Tangi (Marocco, 5 agosto 1980), è un disc jockey italiano.
Produce e mixa brani di musica elettronica.

## Biografia
Anas Tangi, nato nel 1980 in Marocco, abita a Brescia dal 1992. Sin da allora mostra un forte interesse verso la musica elettronica. Inizia a comperare dischi del genere progressive house e techno e dal 1995 frequenta la discoteca Number One di Brescia e dove viene influenzato dalla musica hardcore.
Nel 1999 viene accolto come dj resident del genere hardcore al Mary Lady di Rovato (BS), un locale dove precedentemente si ascoltava progressive house. Una sua demo viene ricevuta da Dj Randy e lo stesso anno vede l'uscita del suo primo disco in vinile. Il primo EP realizzato si chiama The Power is Mine ed è la prima uscita sulla etichetta italiana 909% Hardcore.
Nel 2000 inizia a mixare al Dylan di Coccaglio (BS) e a partire dallo stesso anno riceve una serie di inviti al Number One di Corte Franca (BS), un locale che lo vedrà come "Dj new talent" nelle sale 1, 3 e anfiteatro.
Il 2001 è l'anno delle collaborazioni all'estero, prima esibizione in Belgio e una stretta collaborazione con DJ Bass, un produttore olandese con quale realizza dei dischi su etichetta DHT.

A partire dall'anno successivo si esibisce in Francia, nei Paesi Bassi, in Svizzera e in Germania e lavora in esclusiva per l'etichetta H2OH di Los Angeles fino al 2007.

## Discografia
- "The Power Is Mine" (1999)
- "The Flight Number One" (2000)
- "Teknocore" (2001)
- "D@ Mystery" (2002)
- "Tempered Emotions" (2002)
- "The First Battle" (2002)
- "The Dj's Mind" (2002)
- "My Dark Brain" (2002)
- "The Happy Flight" (2002)
- "Stab Your Brain (Rmx)" (2003)
- "I Wanna Have Fun" (2003)
- "I Woke Up" (2008)
- "Ice Cream" (2010)
- "A-Tension" (2012)
- "More Vibes" (2012)
- "Bliss" (2012)
- "Simplicity" (2012)
- "Colossal" (2013)
- "Courmayeur" (2013)
- "Istigkeit" (2013)
- "Kore" (2013)